# Váradi Antal
Dr. Váradi Antal, születési nevén Weber Antal (Závod, 1854. május 2. – Budapest, 1923. március 5.) bölcseleti doktor, drámaíró, a Kisfaludy Társaság tagja és a Petőfi Társaság főtitkára, magyar királyi udvari tanácsos, országos színművészeti akadémiai igazgató. Váradi Aranka színésznő édesapja.

## Életrajza
Apja Weber Ferenc, molnármester, anyja Vinkovics Julianna. 1854. május 2-án született Závod (Tolna vármegye) mellett atyja, Weber Ferenc birtokán. Édesapja hosszabb ideig volt tanító Budán és orgonista a tabáni katolikus templomban, később Tolnába költözött, ahol Tevel és Závod közt egy kis birtoka volt; itt egy malomban született Váradi, és a következő évben itt halt meg az atyja, 1855 novemberében. A korán özvegyen maradt anya Pécsre költözött, hogy iskoláztathassa fiát; Váradi ott végezte a főgimnázium nyolc osztályát. Az ötödik és hatodik osztálytól kezdve már mások gyermekeit tanította. A pesti egyetemen a bölcseleti karon folytatta tanulmányait, ahol Toldy Ferencet, Heinrich Gusztávot és Greguss Ágostot hallgatta, és 19 éves korában már letette a doktorátust a magyar és német nyelvből, irodalomból és esztétikából, majd tanári oklevelet is nyert. Egyetemi hallgató korában, 1871 őszétől kezdve tanított a Müller-Hampel-féle kereskedelmi iskolában, később a Szőnyi-féle magángimnáziumban; azután az állami pedagógiumban, majd mint helyettes tanár a VI. kerületi állami reáliskolában. 1873-ban Weber családi nevét Váradira változtatta. 1875-ben rendes tanárrá nevezték ki a budai III. kerületi főreáliskolához. Innen hét évi szolgálat után az V. kerületi reáliskolához helyezték át, ahol Hofer Károly igazgatása alatt 13 évig működött.
Költői működését már gimnazista korában megkezdte s a pécsi irodalmi önképzőkörben, melynek később elnöke lett, nyerte el az első pályadíjakat és ennek évkönyveiben jelentek meg első verses és szépirodalmi dolgozatai. Már Pécsről küldözgetett verseket Tóth Kálmán lapjának, a Fővárosi Lapoknak, hol azok meg is jelentek – első verse 1873. február 6-án. Mint VII. és VIII. osztályos tanuló a Bolond Miska rendes heti versírója volt, és az maradt 1872-ig. 1873-tól írt még az Ellenőr, a Pesti Napló, Pesti Hírlap, Budapesti Hírlap, a Magyarország és a Nagyvilág folyóiratokba és a Budapesti Bazárba stb. is.
Bölcsészeti tanulmányai mellett, mivel mind alakja, mind orgánuma, mind pedig játék-készsége alkalmassá tette, három évig járt az akkor még Színészeti Tanoda néven működő színészeti iskolába Nagy István álnéven; azonban mégsem színész lett, hanem drámaíró. Országos hírnevű író-költő 1874-ben lett, mikor 20 éves korában Iskariot cimü nagy drámájával elnyerte az Akadémia Karátsonyi-díját. A darabot 1875. szeptember 22-én adták először a Nemzeti Színházban, ahol több évtizedig műsoron  volt. Később még négyszer nyert akadémiai jutalmat.
Már budai reáliskolai tanár idejében Paulay Ede ajánlatára a színészeti iskolához nevezték ki tanárrá, majd titkára lett az intézetnek, 1898. május 26-án pedig igazgatója. A színészképzésben főleg a tiszta, helyes magyar beszédre és hangsúlyra oktatta a növendékeket. Még 1890-ben a Színművészeti Akadémia 25 éves jubileuma alkalmával a koronás arany érdemkereszttel tüntették ki. Még az év március 1-én a Nemzeti Színház dramaturgja lett. Igazgatói működése alatt átreformálta a színésznevelést és helyes irányításával ráterelte a figyelmet az addigra kissé elhanyagolt színészakadémiára, mely 1905 őszével az ő kezdeményezésére új hajlékot nyert az Uránia Színházban (Rákóczi út). A korábbinál jóval több nyilvános fellépést, a gyakorlati képzés elmélyítését lehetővé tevő helyszínen a vizsgák és nyilvános előadások megtartására alkalmas színházterem mellett két, jól felszerelt gyakorló színpad, vívó-és táncterem és az elméleti oktatást szolgáló tantermek álltak a növendékek és tanárok rendelkezésére. Az ő érdeme az is, hogy a növendékek a hetente tartott, akár több alkalommal is megismételt előadásokon kibontakoztathatták tehetségüket, színpadi tapasztalatokat szerezhettek. 1906-ban nyugalomba vonult, és az udvari tanácsosi címet kapta.
Még az 1890-es években Faludi Gábor, devecseri deszkakereskedő, aki elsőnek nyitott Pesten jegyirodát, dr. Szécsi Ferenc jogtanácsos, író, újságíró, műfordító, valamint gróf Keglevich István, a Nemzeti és az Opera korábbi intendensa, nagy műveltségű, európai kultúrájú arisztokrata mellett dr. Váradi Antal kezdi el megszervezni és kitalálni a Vígszínházat.
1876-ban a Petőfi Társaság, 1889-ben a Kisfaludy Társaság választotta meg rendes tagjának; a Petőfi Társaság főtitkárának nevezték ki. Tagja volt a nagyváradi Szigligeti Társaságnak; 1886-ban a francia akadémia tisztje címét nyerte; 1892-ben a szerb szent Száva-rend commandeur-keresztjét; 1896-ban a III. osztályú Vaskorona-rend lovagja lett.
Szerkesztette az Ország-Világot 1893-tól 1923-ig Budapesten.

### Családja
Felesége: Hickman Gabriella (1855. december 12. – 1945. július 10.).
Gyermekei:
- Géza (1880–1886),
- Jenő (1881. március 29. – 1969. augusztus 2.; tiszti főügyészhelyettes),
- Aranka (1886. március 11. – 1966. január 5.; színésznő, a Nemzeti Színház örökös tagja; férje gróf Bánffy Miklós),
- Antal (1887. június 14. – 1967. augusztus 6.),
- Ilona (1891. augusztus 4. – 1945. február 19.; 1922-ben és 1926-ban Magyarország teniszbajnoka, 1924-ben Párizsban az első három magyar női olimpikon egyike, színésznő).

## Írásai
Cikkei a következő hírlapokban: Igazmondó (1876-77. elbeszélések, rajzok); Petőfi Társaság Lapja (1877. Coppée szelleméről és lyrájáról, A népszínmű felvirágzásának okairól, költ. és elbeszélés); Koszorú (1879. Dr. Arday Albert, 1880. Az utolsó garas, 1881. Schauer Ferencz, Tinódi Sebestyén, 1882. Az Atala szerzője; Schauer Ferencz); Magyarország (1880. 170. sz. Kitől kapta Petőfi az első aranyát?, 1909. 32. sz. Vörösmarty polémiája); M. Salon (1887. Látogatás Brassai Sámuelnál); Budapesti Napló (1896. 128. sz. Az új nemzeti színház); a M. Hirlap (1897. 94. sz. «Bánk-bán»-ról); Fővárosi Lapok (1900. 24. sz. Az utolsó nagy színész: Tóth József; Uj Világ (1902. 41., 42. sz. Hugó Viktor); Ország-Világ (1904. 20. sz. Első találkozásom Jókaival, 1906. 13. sz. Az én első mesterem: Toldy Ferencz, 1908. 33. sz. Angol Shakespeare színészek sat.); Az Ujság (1904. 87. Egy kopott könyv: Az első színházi zsebkönyv, «A magyar játékszín I. eszt. II. kötete, 118. Költő színészek: Katona József, Kisfaludy Károly, Arany János, Petőfi, Szigligeti, 1907. 138. sz. A «Színházi Látcső», egy színházi napilap a hatvanas években, 140., 159. Benza bácsi, 195. Székelyné, 286. Laborfalvi Benke Judit, 306. Lánd Ádám rendező 1813-ban, 245., 252. sz. Elfelejtett írók: Balás Sándor, 169. Petőfi színészélete, 292. Don Gunárosz: Lauka Gusztáv, 1908. 8. sz. Éjszaky Károlyról, 48. Fáy András vendégei, 124. Garay Jánosról, II. Mózes: Hugo Károly 281. sz. Goethe mint színházigazgató, 1910. 83. Az öreg takács levelei: Katona József életéből, 102. sz. Katona József színészi pályája); Egyetértés (267. Petőfi: Színészélet, Katonaélet, 287. Gyermekévek, 1908. 282. Egressy Gábor leveles ládája, 290. Vahot Imréről, 264. Az első Bánk, 1909. 23. Silberstein Adolf, 83. Vas Gereben, 178. Petőfiné «Testvéri szózata», 1910. 59. Katona József családja, 65. Hogy írt Jókai? 84. Sopron régi színészetéről); Neues Pester Journal (1908. 263. sz. Der junge Gabriel Galambos: Zum 100. Geburtstag Gabriel Egressy’’s). A Pallas nagy lexikona négy utolsó kötetében a színészeti cikkeket részben ő írta.

## Munkái

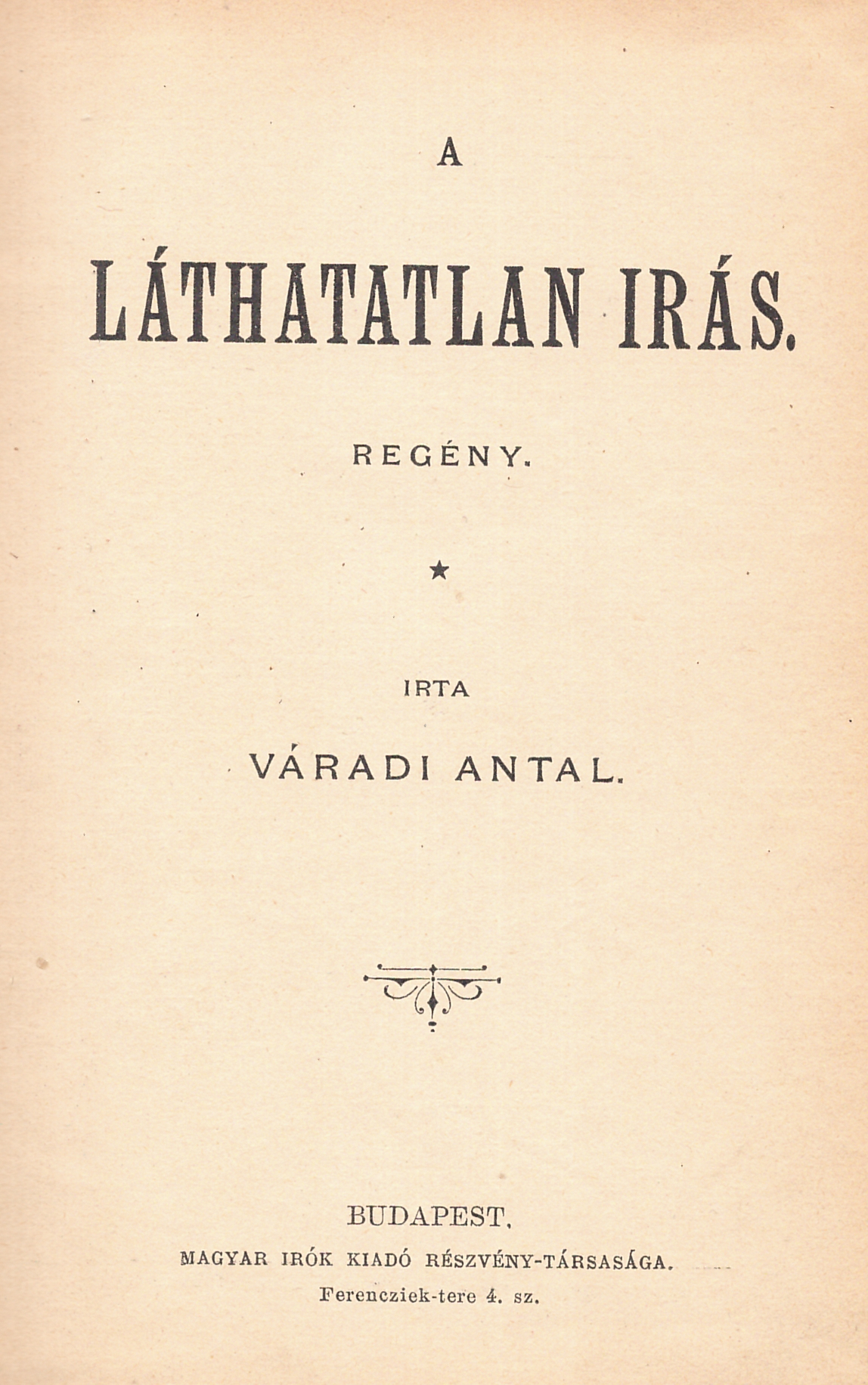
A láthatatlan írás (1905)

- Christen Ada, Egy elveszett nő dalai. Ford. Nagy-Kanizsa, 1873.
- A magyar irodalomtörténet-írás Bod Pétertől Toldy Ferenczig, Bpest, 1874. (Doktori értekezés).
- A szerelem mint orvos. Molière után ford. Uo. 1874. (Molière vígjátékai. Kiadta a Kisfaludy-Társaság. VI., 7. kiadás. Uo. 1884.).
- Költemények. Bpest, 1875.
- Iskarioth. Tragoedia 5 felv. Uo. 1876. (Nemzeti Színház Könyvtára 104. Először adták a budapesti Nemzeti Színházban 1876. szept. 22.; 2. kiadás. Uo. 1891., 3. kiadás. V. A. színművei I. Uo. 1897.).
- Ujabb költemények. Uo. 1877.
- Az én világom. Költemények. Kiadja a Petőfi-társaság. Uo. (1879. Ism. Koszorú 190. I. P. Hirlap 43. sz.).
- Szív örvényei. Két költői elbeszélés. Uo. 1876. (Ism. Uj Idők 46. sz., M. Könyvesház 36.).
- Tamora, tragoedia 4 felv., gróf Teleki-féle 100 arany pályadíjat nyert. Uo. 1879. (N. Színház Könyvtára 121. Először a N. Színházban febr. 12. Ism. Beőthy Zsolt, Drámaírók 197. 1.).
- Az eredendő bűn, eredeti dr. 4 felv. Uo. 1879. (N. Színház Könyvtára 128. Először a N. Színházban máj. 2.).
- A tér, ered. vígj. 3 felv. A gróf teleki 100 arany pályadíjat nyert. Uo. 1980. (Nemzeti Színház Könyvtára 136. Először a N. Színházban 1880. ápr. 23.).
- Aesthetika dióhéjban. Az orsz. színészeti tanoda növendékeinek használatára. Uo. 1881.
- Atala, opera 5 felv. zenéje Schauer Ferencztől. Uo. 1881. (Először a M. Színházban 1881. nov. 5.).
- Gondinet E. és Gille F., Jean de Nivelle, víg opera 3 felv. Ford. Zenéje Delibes Leotól. Uo. 1881. (Nemzeti Színház Könyvtára 138. Először adták a Nemzeti Színházban 1881. márcz. 17.).
- Magyar olvasókönyv a népiskolák I-IV. oszt. számára. Uo. 1881-82. Négy kötet. (Tömör Ferenczczel. I. 2. átdolg. kiadás 1882., 3. k. 1884., 4. k. 1886., II. 2. k. 1887., 3. k. 1886. III. 2. k. 1884., 3. k. 1885., IV. 2. k. 1886. Uo.).
- Prolog az eperjesi színház megnyitására egy felv. Pályamű. Eperjes, 1881.
- Színművek. Az orsz. színészeti tanoda I. és II. éves növendékeinek használatára. Bpest, 1883.
- Szavalókönyv. Az orsz. színészeti tanoda I. és II. éves növendékeinek használatára. Uo. 1883.
- Az orsz. színészeti tanoda könyvtárának betűrendes jegyzéke szerzők szerint. Uo. 1883.
- A nürnbergi mester-dalnokok, dalmű 3 felv., 4 képben; szövege és zenéje Wagner Richardtól, ford. Uo. 1883. (Először a Nemzeti Színházban 1883. szept. 8. Nemzeti Színház Könyvtára 148.).
- Az aesthetikai testtartás- és mozgástan kézikönyve. Függelékül: Illemtan. Uo. 1884.
- Jelmeztan, a különféle nemzetek ruházatának rövid leírása a történeti fejlődés alapján. Számos ábrával. Az orsz. színészeti tanoda növendékeinek használatára. Uo. 1884.
- A kísértet, vagy nem jó a hirtelen harag. Uo. (1884. Jó Könyvek 11.).
- A mérges bötű, vagy ne olvass rosz könyveket. Uo. (1884. Jó Könyvek 27 versben).
- Virág Bencze, vagy Ne ítélj, hogy ne ítéltessél. Uo. 1884. (Jó Könyvek 43.).
- Petőfi a magyar nemzet büszkesége. Uo. (1884. versben. Jó Könyvek 49.).
- István király, opera 4 felv. Dobsa Lajos «Első István király» c. tragoediája nyomán, zenéje Erkel Ferencztől. Uo. (1885. Operaház Könyvtára 6.).
- Hagbarth és Signe. Regényes opera 3 f. Szövegét írta Stern Adolf, ford... zenéje Mihalovich Ödöntől. Uo. 1885. (Operaház Könyvtára 7.).
- Goethe, Faust. A tragédia második része. Ford, bevezetéssel és commentátorokkal ellátta. Uo. 1887. (2. kiadás. Uo. 1900. Olcsó Könyvtár 1171-1182).
- A vers- és költészettan vázlata. Az orsz. színésziskola növendékeinek használatára. Uo. 1888. (2. kiadás. Uo. 1900.).
- Schrattenthal tanulmánya Taine Hippoliteről és Schwarcz Gyuláról. Német eredeti után ford. Uo. 1889.
- Az ekébe fogott gróf, vagyis hogy áll bosszút a magyar ember. Uo. év n. (Magyar Mesemondó 2.).
- Huszonöt év: az orsz. zene- és színművészeti akadémia színészeti osztályának (azelőtt orsz. színésziskola) keletkezése, fennállása és fejlődése 1864-1889-ig rövid áttekintésben. Függelékül: Mult és jövő, drámai prológ egy felvonásban. A színészeti osztályok negyedszázados jubileumára. Uo. 1890. és 1896. (Francziául: Uo. 1899.).
- Költemények. Uo. 1890. (Szépirodalmi Könyvtár II. Ism. Budapesti Szemle LXXVI. 1893.).
- Az üveglábú Jóska, vagy hogyan verték ki a boszorkányt Kölesdről? A magyar népnek versekben elbeszéli. Uo. év n. (M. Mesemondó 43.).
- Démon. Eredeti dráma 4 felv. Uo. 1891.
- Urhatnám Ferkó, vagy a kevélyek megaláztatnak. Uo. év n. (Historiák, nóták 105.).
- Nem a ruha teszi az embert. Százszor megtörtént historia. Uo. év n. (Historiák, nóták 114.).
- Hogy kapott fel Cseni Pál az ugorkafára? A magyar népnek versben elbeszéli. Uo. év n. (Historiák, nóták 124.).
- A csizió minden bölcsességnek forrása, vagyis hogy kurálta kódissá Panna asszony az ő egész falamiáját. Versben. Uo. év n. (Historiák, nóták 135.).
- A szent korona. Tört. képek öt szakaszban a koronázás 25 éves fordulójára. Uo. 1892.
- Festett világ. Regény a színészéletből. Uo. 1892. Két kötet. (Szépirodalmi Könyvtár II. 10., 11. Ism. Főv. Lapok 207., P. Napló 190. sz.).
- A koldus asszony. Színmű egy felv. Uo. 1892. (Az Én Ujságom gyermekszínháza 6.).
- Elmult évekből. Elbeszélések. Uo. 1892. (Egyetemes Regénytár VII. 8. Ism. Nemzet 139. sz., Élet 167. 1.).
- Hamis istenek. Regény a társadalmi és művészéletből. Pataky László rajzaival. Uo. 1893. (Könyves Kálmán Regénytára I. Ism. Főv. Lapok 280. sz., Élet 704. 1. Kath. Szemle 1894., Őrálló 2. sz.).
- Charitas, tört. szomj. 3 felv. A m. tudom. Akadémia által az 1892. Koczán-díjjal jutalmazott pályamű. Uo. 1893. (Szépirodalmi Könyvtár III. 9.; 2. kiadás. M. Tört. Színműtár IV. Uo. 1898. Első előadása a Nemzeti Színházban. 1894. okt. 19.).
- Rákóczy Ferencz Rodostón. Melodráma. Zombor, 1893.
- Alienor. Dalmű 4 felvonásban és egy epilogban. Zenéje Hubay Jenőtől; szövegét írta. Uo. (1893. M. kir. Operaház Könyvtára 43.).
- Rafael. Dráma 4 felv. Bpest, 1894. (Első előadása a Nemzeti Színházban jan. 19. Ism. P. Napló 20. Németül: ford. Somogyi Péter. Uo. 1894.).
- Ébredés. Drámai prologus egy felv. a pécsi állandó színház megnyitására. Pécs, 1895.
- Legendák könyve. Bpest, 1895. (2. kiadás. Uo. 1904. M. Könyvtár 388. Ism. M. Állam 1905. 92. sz.).
- Az aesthetika rövid kivonata. Az orsz. színészeti akadémia növendékeinek használatára. Uo. 1896.
- A falu rossza, ered. m. opera 4 felv. 4 képben. Tóth Ede népszínműve után szövegét írta, zenéje Hubay Jenőtől. Uo. 1896. (M. kir. Operaház).
- Prolog, a «Csak szorosan» magyarországi könyvkereskedő-segédek egyesülete huszonöt éves fennállásának ünnepélye alkalmából 1898. jan. 36. Uo.
- Schiller, A messzinai menyasszony, tragoedia chorusokkal. Uo. 1898.
- Az utolsó előadás. Drámai epilog a várszínházi búcsúelőadásra egy felv. Uo. 1899.
- Az új oltár. Előjáték a nagyváradi állandó színház megnyitására. Uo. (1900).
- Aeschylos, Agamemnon, ford. Uo. 1900. (Magyar Könyvtár 162.).
- Mindörökké. Legenda. Uo. (1901).
- Tell Vilmos, színmű 5 felv. Írta Schiller Frigyes, ford. Uo. 1901. (M. Könyvtár 255., 256.).
- Az országos színművészeti akadémia gyakorló színműtára. Uo. 1902.
- Az orsz. színművészeti akadémia új szavaló könyve. Uo. 1901.
- Szent Agata levelei. Uo. 1903. (Egyetemes Regénytár XVIII. 15.).
- Molière, A képzelt beteg, énekes tánczos vígj. 3 felv., ford. Uo. 1903. (M. Könyvtár 356., 357.).
- Emlékeim. Uo. 1904. (Vidám Könyvek).
- Ifjuságom. Uo. 1904. (Különnyomat az Ország-Világból).
- A láthatatlan írás. Regény. Uo. 1905.
- A szavallás és színpadi gyakorlat kézikönyve. Uo. 1905.
- Flóra. Költői elbeszélés. Zenéje Erney Józseftől. Uo. (1907).
- Szent Margit asszony, szomj. 3 felv. Uo. 1907. (Az Akadémián Kóczán-díjat nyert. M. tört. Színműtár Kóczán Ferencz alapítványából VII.).
- Regényes rajzok Petőfi életéből. Mühlbeck Károly rajzaival. Uo. 1908. (Petőfi Könyvtár III.).
- Régi magyar színészvilág. Uo. 1911. Kiadja a Kisfaludy-társaság.
- A régi Pest emlékeiből. 1921.
- Színészhistóriák. Vidám és borús történetek a magyar színészvilágból. Bp., 1922, Pesti Könyvnyomda Részvénytársaság.

### Kéziratban színművei
- Mózes, dráma 5 felvonásban (Ism. Erdélyi Prot. Közlöny 1878. 1. sz.)
- Szöktetés a szerájból, dalmű 3 felv., írta Bretzner K., ford., zenéje Mozarttól. (Először 1882. márc. 21.)
- Hoffman meséi, reg. operette 4 felv. Írta Jules Barbier, ford., zenéje Jaques Offenbachtól. (Először 1882. ápr. 14.)
- A kanári herczegnő, operette 3 felv. ford., zenéje Lecocqtól (Először a budai színkörben 1883. aug. 11.)
- Historiák Budán, drámai prolog 1 felv. 4. némaképlettel. Írta ... zenéje Szabados Károlytól. (Először 1884. okt. 4. a várszínházban)
- A rongyháziak, ered. énekes népszínmű 3 felv. zenéje Selley Gyulától. (Először 1885. febr. 14. a várszínházban)
- Gandillót, A Gabi villa, vígj. 3 felv. ford. (Először 1887. febr. 26. a Nemzeti Színházban)
- A hún utódok, reg. dr. 3 felv. (Először 1890. jan. 24. a Nemzeti Színházban, Ism. Főv. Lapok 24., M. Szemle 8., 9. sz.)
- Királyleány tündérregéje, dr. költemény egy felv. (Először a budai színkörben 1890. júl. 30.)
- Az úttörők, dr. prolog a magyar színészet fennállásának százados ünnepén 1890. okt. 25. a Nemzeti Színházban)
- Viora, a tengerszem tündére, ered. eszményi ballett 3 felv. Jókai Mór után megzenésítette Szabados Károly. A szövegmagyarázatot írta. (Először a kir. Operaházban 1891. márcz. 14.)
- Találkozás, Berton Pierre színműve 4 felv. ford. (Előadták a Nemzeti Színházban 1909)
- Bábjáték, Pierre Wolf négyfelv. vígj., ford. (Nemzeti Színházban 1911. febr. 3.)

## Álnevei és jegyei
Ostor, Ribes, Don Dongó, Ruy Blas, (V. A.) néhányszor a Fővárosi Lapokban; -i -l. és -al.